# Вычелобок
Вычелобок — деревня в Заклинском сельском поселении Лужского района Ленинградской области.

## Название
Существует версия, по которой название деревни происходит от того, что она находится на возвышенности в виде «бычьего лба».

## История
Впервые упоминается в писцовой книге Водской пятины 1500 года, как сельцо Вычелопок, в Дмитриевском Городенском погосте Новгородского уезда.
Село Вычелобок, состоящее из 25 крестьянских дворов, обозначено на карте Санкт-Петербургской губернии Ф. Ф. Шуберта 1834 года.

ВЫЧЕЛОБОК — село принадлежит: генерал-майорше Ададуровой, число жителей по ревизии: 67 м. п., 65 ж. п.

генерал-майору Ланскому, число жителей по ревизии: 10 м. п., 15 ж. п.

недорослю Ренни, число жителей по ревизии: 1 м. п., 2 ж. п.

В оном церковь деревянная во имя Покрова Пресвятой Богородицы (1838 год)

Село Вычелобок отмечено на карте профессора С. С. Куторги 1852 года.

ВЫЧЕЛОБОК — село господина Ланского, по просёлочной дороге, число дворов — 23, число душ — 71 м. п. (1856 год)

Согласно X-ой ревизии 1857 года село состояло из двух частей:

1-я часть: число жителей — 52 м. п., 75 ж. п.
  
2-я часть: число жителей — 8 м. п., 14 ж. п. (из них дворовых людей — 1 м. п., 2 ж. п.)

ВЫЧЕЛОБОК — село владельческое при реке Удрайке, число дворов — 37, число жителей: 76 м. п., 106 ж. п.; Церковь православная (1862 год)

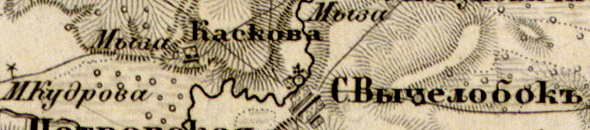
Село Вычелобок на карте 1863 г.

В 1865 году временнообязанные крестьяне деревни выкупили свои земельные наделы у С. А. Чхейзе и стали собственниками земли.
В 1869—1870 годах временнообязанные крестьяне деревни выкупили свои земельные наделы у Г. И. Франка.
Согласно подворной описи Удрайского общества Городенской волости 1882 года, село состояло из двух частей:
 
1) бывшее имение Франка, домов — 39, душевых наделов — 52, семей — 26, число жителей — 70 м. п., 66 ж. п.; разряд крестьян — собственники.
  
2) бывшее имение Чхейзе, домов — 11, душевых наделов — 11, семей — 7, число жителей — 16 м. п., 16 ж. п.; разряд крестьян — собственники.
Сборник Центрального статистического комитета описывал его так:

ВЫЧЕЛОБОК — село бывшее владельческое при реке Луге, дворов — 30, жителей — 148; церковь православная, лавка. (1885 год)

В XIX веке Вычелобок административно относился к Городенской волости 2-го земского участка 1-го стана Лужского уезда Санкт-Петербургской губернии, в начале XX века — 2-го стана.
По данным «Памятной книжки Санкт-Петербургской губернии» за 1905 год деревня Вычелобок входила в Удрайское сельское общество.
С 1917 по 1924 год деревня находилась в составе Вычелобского сельсовета Городенской волости Лужского уезда.
С февраля 1924 года, в составе Раковенского сельсовета.

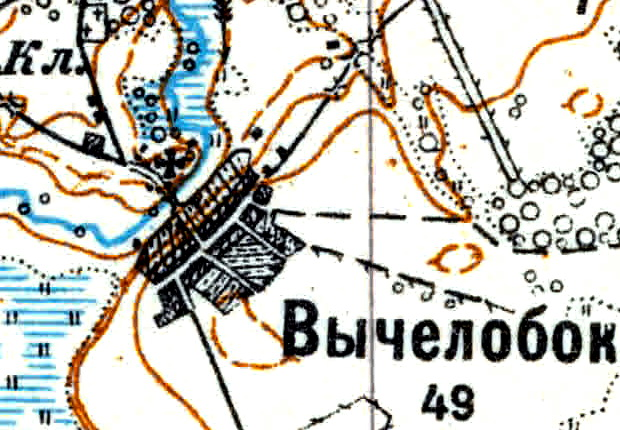
Деревня Вычелобок на карте 1926 года

Согласно топографической карте 1926 года деревня насчитывала 49 дворов, в центре деревни находилась церковь.
В 1928 году население деревни составляло 217 человек.
По данным 1933 года деревня Вычелобок входила в состав Раковенского сельсовета Лужского района.
C 1 августа 1941 года по 28 февраля 1944 года деревня находилась в оккупации.
В 1958 году население деревни составляло 83 человека.
По данным 1966 года деревня Вычелобок также входила в состав Раковенского сельсовета.
По данным 1973 и 1990 годов деревня Вычелобок входила в состав Лужского сельсовета.
По данным 1997 года в деревне Вычелобок Заклинской волости проживали 74 человека, в 2002 году — 60 человек (русские — 93 %).
В 2007 году в деревне Вычелобок Заклинского сельского поселения проживали 105 человек.

## География
Деревня расположена в юго-восточной части района на стыке автодорог 41К-674 (Раковно — Вычелобок) и 41К-656 (Вычелобок — Онежицы), у административной границы с Новгородской областью.
Расстояние до административного центра поселения — 16 км.
Расстояние до ближайшей железнодорожной станции Луга — 18 км.
Деревня находится на левом берегу реки Удрайка.

## Демография
| 1838 | 1862 | 1885 | 1928 | 1958 | 1997 | 2007 |
| ---- | ---- | ---- | ---- | ---- | ---- | ---- |
| 160  | ↗182 | ↘148 | ↗217 | ↘83  | ↘74  | ↗105 |
| 2010 | 2017 |      |      |      |      |      |
| ↘48  | ↗64  |      |      |      |      |      |

## Достопримечательности
- Каменная церковь во имя Покрова Пресвятой Богородицы[2].

## Улицы
Покровская, Речная, Центральная, Церковная.